# Ward Swingle

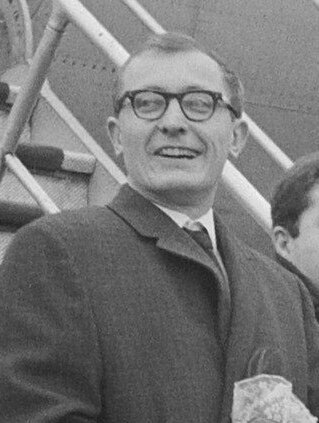
Ward Swingle (1964)

Ward Lamar Swingle (* 21. September 1927 in Mobile, Alabama; † 19. Januar 2015 in Eastbourne, East Sussex, England) war ein US-amerikanischer Pianist, Sänger, Leiter der Swingle Singers, Arrangeur und Filmkomponist.

## Werdegang
Swingle interessierte sich bereits als Jugendlicher für Jazzmusik und spielte während seiner Zeit auf der Highschool in regionalen Big Bands. Er besuchte das Cincinnati Conservatory of Music, das er mit Auszeichnung abschloss, und zog dann nach Paris, um bei Walter Gieseking Klavier zu studieren. Seit 1959 arbeitete er einerseits in Mimi Perrins Vokalgruppe Les Double Six und als Hintergrundsänger im Studio, andererseits als musikalischer Leiter der Ballets De Paris. Gelangweilt von den Studiojobs, die ihm als Sänger angeboten wurden, tat sich Ward Swingle mit Sängern der Double Six und der von Blossom Dearie gegründeten Blue Stars zusammen, um eigene Arrangements bekannter Instrumentaltitel zu singen. Die Gruppe erhielt den Namen Swingle Singers und war sehr erfolgreich. Als sich die französische Originalbesetzung 1973 auflöste, ging Swingle nach England und gründete dort Swingle II, ein Nachfolge-Ensemble, das zunächst vor allem englische Chormusik, aber auch Neue Musik interpretierte. 1985 kehrte Swingle in die USA zurück, fungierte aber weiter als musikalischer Ratgeber von Swingle II. Bis 1994 unterrichtete er an nordamerikanischen Universitäten. Gelegentlich arbeitete er auch als Gastdirigent, beispielsweise mit dem Stockholmer Kammerchor, dem niederländischen Kammerchor, den Dale Warland Singers, dem Motettenchor der Philharmonie Sydney und den BBC Northern Singers.
Im März 1994 kehrte er mit seiner Frau nach Frankreich zurück. 2004 wurde er zum Offizier des Ordre des Arts et des Lettres ernannt.
Der seit 2000 in Graz bei der International A Cappella Competition des Festivals vokal.total vergebene Ward Swingle Award für A-cappella-Gruppen wurde nach Swingle benannt.
In den 1960er Jahren komponierte Swingle die Musik zu mehreren Filmproduktionen, darunter für Regisseure wie Marcel Ophüls, Michel Drach, Bernard Toublanc-Michel und Andrzej Wajda.
Swingle starb am 19. Januar 2015 im englischen Eastbourne im Alter von 87 Jahren.

## Filmografie (Auswahl)
- 1963: Bonbons mit Pfeffer (Dragées au poivre)
- 1963: Heißes Pflaster (Peau de banane)
- 1964: Jungfrau reich garniert (Aimez-vous les femmes)
- 1964: Les baisers (Segment Baiser d'été)
- 1965: Ab heute wieder Niederschläge (Faites vos jeux, mesdames)
- 1966: Für eine Handvoll Diamanten (Safari diamants)
- 1967: Die Falle von Singapur (Singapore, Singapore)
- 1967: Die Abenteuer des Kardinal Braun (Operazione San Pietro)
- 1968: Die Pforten des Paradieses (Gates to Paradise)
- 1971: Les vieux loups bénissent la mort